# Coenosia conflicta
Coenosia conflicta är en tvåvingeart som beskrevs av Huckett 1965. Coenosia conflicta ingår i släktet Coenosia och familjen husflugor. Inga underarter finns listade i Catalogue of Life.